# Vicente Franz Cecim
Vicente Franz Cecim (Belém, 7 de agosto de 1946 - Belém, 14 de junho de 2021) foi um escritor, poeta e jornalista brasileiro.

## Biografia
Seus avós paternos foram libaneses e italianos que imigraram para a Amazônia no início do século XX. Da mãe brasileira, paraense nascida em Santarém, a escritora Yara Cecim, herdou o gosto pelo mundo natural. Foi jornalista.

## Obra literária
- 1979: com A asa e a serpente (ed. Semec, Belém), primeiro livro individual de Andara, inicia a criação de Viagem a Andara oO livro invisível.
- 1980: o segundo, Os animais da terra (ed. Semec, Belém), recebe (junto com O cego e a dançarina de João Gilberto Noll) o Prêmio Revelação de Autor da APCA.[5]
- 1981: Os jardins e a noite (ed. Semec, Belém). A noite do Curau, versão resumida deste terceiro livro de Andara, é Menção Especial no Prêmio Internacional Plural, no México.[6]
- 1983: Lança Flagrados em delito contra a noite/Manifesto Curau (edição do autor, Belém), por uma insurreição poética e política do Imaginário Amazônico.
- 1984: Terra da sombra e do não (ed. Semec, Belém), quarto livro individual de Andara.
- 1988: Viagem a Andara (ed. Iluminuras, São Paulo), reunindo os 7 primeiros livros, recebe o Grande Prêmio da Crítica da APCA.[7], acessado em 13 de abril de 2008</ref>
- 1995: Silencioso como o Paraíso (ed. Iluminuras, São Paulo), com quatro novos livros, prossegue a Viagem a Andara.
- 2001: a invenção de Andara já havendo ultrapassado duas décadas, publica Ó Serdespanto (ed. Íman, Lisboa) com dois novos livros em Portugal, apontado pelo jornal O Público (Lisboa) como um dos melhores do ano.[6]
- 2004: segunda edição dos primeiros 7 livros visíveis de Andara, em novas versões, transcriados e agora reunidos nos volumes A asa e a serpente (ed. Cejup, Belém) e Terra da sombra e do não (ed. Cejup, Belém). No mesmo ano, Música do sangue das estrelas/Música de la sangre de las estrellas (Poetas de Orpheu, Brasil/Espanha), reunião de poemas e cantos extraídos de Ó Serdespanto.
- 2005: primeira edição, em Portugal, de K O escuro da semente (ed. Ver o Verso, Lisboa), primeiro livro visível de Andara em Iconescritura, mesclando palavras e imagens.
- 2006: sai a edição brasileira de Ó Serdespanto (ed. Bertrand Brasil, Rio de Janeiro).
- 2008: oÓ: Desnutrir a Pedra (ed. Tessituras, Minas Gerais).
- 2014: Breve é a febre da terra (Prêmio Iap de Romance, Belém)
- 2015: Fonte dos que dormem (ed. Córrego, São Paulo)
- 2016: edição brasileira de K  O escuro da semente (ed. Letra Selvagem, São Paulo)
- 2020: edição em Obra Completa (1238 pags) de Viagem a Andara oO livro invisível (contendo os 3 inéditos: oO Círculo  suas Rendas de Fogo/coisas escuras procurando a luz com dedos finos cheios de hervas/ Oniá

## kinemAndara
Antes de iniciar sua obra literária, Cecim realizou em super-8 nos anos 70 o ciclo de filmes kinemAndara, agora exibidos em versão digital. E suas reflexões sobre o cinema evocam a permanente tensão de sua escrita entre o visível e o invisível. Voltou a filmar quase trinta anos depois, em 2007, para fazer com seu filho Marráa Yaí Makúma - Aquele que dorme sem sono, disponível no You Tube e no Vimeo entre outros vídeos do fotojornalista e cineasta Bruno Cecim. Entre seus filmes mais recentes constam: A Lua é o Sol, Fonte dos que dormem e K+afka. O emprego da Imagem é também uma característica da sua obra literária. Sob a forma de ícones, antes silenciosos e imóveis: Iconocanto, mesclando som e movimento virtuais publica o poema Não é a água (O) que se bebe.

## Carreira
Com sua literatura, Vicente Cecim conquistou o público e a crítica, gravando sua marca na cultura brasileira e levando seus leitores a uma viagem metafísica, em uma representação da Amazônia encantada. 
Foi agraciado em 1981 com a Menção Especial no Prêmio Internacional Plural e em 1988, com duas premiações no Grande Prêmio da Crítica da APCA (Associação Paulista dos Críticos de Arte). Cecim também foi um dos autores homenageados na 24ª Feira Pan-Amazônica do Livro e das Multivozes e esteve presente no pré-lançamento do evento, em dezembro de 2020.

## Morte
O escritor faleceu na tarde de 14 de junho de 2021, no Hospital Ophyr Loyola, em Belém. Segundo familiares, ele estava internado desde o dia 11 de junho, apresentando sintomas da COVID-19 e também se encontrava acometido por um câncer, do qual havia se submetido a uma cirurgia até então.

## Homenagens
Em nota, a Secretaria de Cultura do Estado do Pará (Secult) lamentou a morte do escritor e poeta e informou o relançamento de sua obra Os Animais da Terra, ocorrido no mesmo ano.

## Filmografia
- Matadouro, 1975.
- Permanência, 1976.
- Sombras, 1977.
- Malditos Mendigos, 1978.
- Rumores, 1979.
- Marráa Yaí Makúma - Aquele que dorme sem sono, com Bruno Cecim, 2007.
- A Lua é o Sol, 2009.
- Fonte dos que dormem, 2009
- K+afka, 2010/2015
- Série Gaia (e outros - entre os quais longe, e Silêncio, realizados como cinema sem câmera)